# Sinibotys
Sinibotys is een geslacht van vlinders van de familie grasmotten (Crambidae), uit de onderfamilie Pyraustinae.

## Soorten
- S. evenoralis Walker, 1859
- S. hoenei Caradja, 1932
- S. obliquilinealis Inoue, 1982